# 구성애
구성애(具聖愛, 1956년 2월 20일 ~ )는 대한민국의 사회 운동가이자 성교육 강사이다. 서울특별시 출신으로 연세대학교 간호학과를 나왔다.
2001년 '아름다운 우리 아이들의 성을 위하여'라는 뜻의 성(性) 상담 센터 '아우성'을 개소하였으며, 활발한 강연 활동을 하는 것은 물론, 성교육과 관련해 여러 권의 책을 썼다.

## 생애

### 어린 시절
구성애는 1956년 서울에서 독립운동가 후손 구광서의 딸로 태어났다. 구광서는 반민특위 서기를 지냈으며, 빈민 운동을 하던 목사였다. 훗날 구성애는 아버지의 영향으로 민족을 위한 뜻있는 일을 해야겠다는 결심을 했다고 회상한다.
구성애는 초등학교 3학년 시절 고교 2학년인 옆집 오빠에게 성폭행을 당했으며, 임질에 걸리게 되었다. 이 일을 오랫동안 마음 속의 분노로 간직 하였으며 이 사건은 성교육 강사의 길을 걷는 계기가 되었다. 이후 1975년에는 연세대학교 간호학과에 진학하였다. 당시 그녀는 여러 차례의 농촌 활동 경험을 통해 농민 운동에 헌신할 것을 결심한다.

### 사회 운동가 활동
1979년 졸업과 동시에 그녀는 부산 일신기독병원에서 조산원이 되는 훈련을 받는다. 서울보다 비교적 의료 조건이 열악한 농촌 여성의 출산을 돕기 위한 목적이었다. 여기서 그녀는 "누군가를 위해 보탬이 되도록 산다"는 인생철학을 배웠다고 한다.
7년을 그 곳에서 일하는 동안 틈틈이 농민 운동에 참가했으며, 1980년부터 1986년까지 가톨릭여성농민회, 부산여성회 간사를 맡았다.
1980년에는 가톨릭 농민회 활동가인 송세경과 결혼하였다. 송세경은 서울대학교 원예학과를 졸업한 농민 운동가였다. 구성애와 결혼하던 해에는 국가보안법, 집시법 등의 혐의로 징역을 살기도 했다.
1981년에는 남편이 부림 사건 관련으로 구속되었다. 2년간 구성애는 남편을 구명하기 위한 활동에 전념했으며, 2년 후 남편은 광복절 특사로 출옥되었다.
그러나 남편의 오랜 투옥 생활 등으로 그들의 가정 생활은 파탄 지경에 이르렀다. 구성애는 이 상황을 탈출하기 위해 10여 차례를 가출하였다고 한다.
한번은 노동 운동에 전념할 작정으로 구로공단에 위장 취업하여 1년 동안 오디오 공장에서 노동자 생활을 하였고, 부산노동자협의회의 간사까지 지냈다.

### 성교육 강사 활동
노동 운동을 하던 1987년 무렵 그녀는 병원에서의 경험을 살려 동료 노동자들에게 성에 관한 유익한 지식들을 여러 차례 이야기한 적이 있었고, 노동조합 차원에서 강의도 여러 차례 했다. 그때부턴 성교육 활동에 전념하여, 10여 년 넘게 전국 각지에서 성교육 강사 활동을 하였다.
1993년에는 지인들과 함께 현재 대학내일로 유명한 내일신문을 창간하였다.
그러던 1998년 7월 22일, 드디어 그녀는 MBC '10시 임성훈입니다' 프로그램을 통해 공중파에서 3차례에 걸친 성교육을 하게 되었다. 시청자들의 폭발적인 반응이 뒤따랐으며, 3회로 예정된 강의는 7회로 연장되었다.
이 성공으로 인해 그녀는 10월에 '구성애의 아우성'이라는 프로그램으로 2주간 공중파 성교육 강의를 진행하게 되었다. 밤 11시 편성에도 불구하고 이 프로그램은 초반 30%가 넘는 시청률을 기록했으며, 강의도 1주일 연장되었다.
1998년 연말부터는 내일신문에서 '아우성칼럼'을 연재하는 한편, 그 이듬해에는 《나도 때론 포르노그라피의 주인공이고 싶다》의 저자 서갑숙과 논쟁을 벌이기도 하였다.
이후 상명대학교 복지상담대학원 아동청소년상담학과 석사 학위를 취득하였다.

### 근황
대한민국 18대 대통령 선거를 앞둔 2012년 11월 21일에는 민주통합당 문재인 대선후보 지지를 선언하며 TV 찬조연설에 나섰다.

## '아우성'과 구성애의 성 이론
'아우성'은 '아름다운 우리 아이들의 성을 위하여'의 줄임말로, 구성애식 성교육의 핵심 키워드이다.
구성애가 공중파에 등장하던 1990년대 말만 해도 대한민국에서 성(性)을 논한다는 것은 일종의 금기와도 같았다. 그러나 그는 성에 대한 금기시와 신화화를 모두 거부하면서 성이 무엇인지 직접적으로 언급하였다. 이런 방식으로 대중적인 인기를 얻을 수 있었다.
그의 성교육 담론은 '아우성' 상담 센터로 발전하였으며, 2001년부터 그는 이곳의 소장을 맡고 있다. 또한 애초 '아이들의 성'을 다뤘던 것에서 확장하여 지금은 모든 연령대의 성을 다루고 있다.
그가 추구하는 '성'은 '조화'이다. 구성애는 성의 3대 요소로 생명, 사랑, 쾌락을 꼽고 있는데, 쾌락만이 강조된 현대의 성 문화를 비판하며, 생명과 사랑의 성 문화의 필요성을 역설하였다.
이러한 시각에서 그는 여성주의를 논하기도 한다. 그는 기존의 여성주의가 여성과 가정, 사회의 연관성을 무시하고 여성의 독립성만을 강조하였다고 비판하며, 남성, 가족과의 관계를 중시하는 '동양적인 여성운동'을 주창하였다. 특히 아이를 어떻게 기를 것인지를 중요하게 생각해야 한다고 주장한다.
이러한 주장에 대해 여성주의 저널 '이프' 등은 구성애가 '정상 가정'만을 중시하는 점, '아이들의 성'을 이야기하지만 실질적으로 '남자아이들의 성'을 주되게 얘기하며 '여자 아이들의 성'에 대해서는 기존의 관념을 벗어나지 못하고 있는 점 등을 비판하고 있다.

## 주요 저서
아래 저서들은 푸른 아우성 홈페이지 에 언급된 것들이다.
- 《구성애의 성교육》, 석탑출판사, 1995, ISBN 8985429094
- 《유아 성교육》, 대한가족계획협회, 1995 (현 인구보건복지협회)
- 《니 잘못이 아니야》, 올리브 M&B, 2003 ISBN 8990673003
- 《구성애의 빨간책》, 올리브 M&B, 2003 ISBN 8990673011
- 《구성애 아줌마의 초딩 아우성》, 올리브 M&B, 2004 ISBN 899067302X
- 구성애, 김대식, 방명걸 공저, 《내 성은 건강해》, 대교출판, 2004 ISBN 8939517997
- 《구성애 아줌마의 10대 아우성》, 올리브 M&B, 2008 ISBN 9788990673121

## 출연
1998년 구성애의 아우성(MBC)을 비롯한 다수의 매체에 출연하여 성교육 강의를 진행하였다.

### 라디오
- MBC FM 《유희열의 FM 음악도시》 고정 게스트

## 같이 보기
- 성교육
- 구성애의 아우성
- 표현의 자유

## 참고 문헌
- 편집부 엮음, 《시사인물사전 1》 pp 26~35, 인물과사상사, 2000